# جيمس ديلاني (سياسي)
جيمس ديلاني هو سياسي أمريكي، ولد في 1889، وتوفي في 20 أبريل 1970.